# Marcjalis
Marcus Valerius Martialis – poeta łaciński, autor 15 ksiąg epigramatów, Rzymianin z miasta Augusta Bilbilis na terenie dzisiejszej Hiszpanii. Data urodzin i śmierci pozostaje niepewna: urodził się w latach 38–41 n.e. (1 marca), zmarł najpóźniej w r. 104 n.e. Jedynym źródłem do biografii Marcjalisa, poza jego własnymi epigramami, jest list Pliniusza Młodszego.

## Życie

### Pochodzenie
Rodzice, Valerius Fronto i Flaccilla, byli obywatelami rzymskimi, aczkolwiek pewne wzmianki poety każą podejrzewać celtyberyjskie pochodzenie któregoś z nich (najpewniej matki). Kształcił się początkowo w ojczystej Hiszpanii, zdobywając podstawowe umiejętności z zakresu gramatyki i retoryki.

### Lata rzymskie
W roku 64 n.e. poeta przybył do Rzymu, gdzie osiadł na stałe. Nie jest wykluczone, że w pierwszych latach pobytu w Rzymie Marcjalis próbował zarabiać jako mówca na Forum. Wkrótce jednak znalazł wpływowych opiekunów wśród senatorów i ekwitów, gotowych w zamian za towarzyskie usługi zapewnić mu protekcję i skromne utrzymanie. Już w swych wczesnych utworach skarży się na los klienta, na wczesne wstawanie, bieganinę od domu do domu, rytuał porannych powitań dreptanie w pańskim orszaku. Drażnią go fochy i skąpstwo bogaczy, którym musi się przymawiać o datki i podarki. Jednocześnie to właśnie obserwacje czynione podczas obiadów i odwiedzin w siedzibach magnatów i kamienicach ubogich dostarczają mu tematu do wierszy, którym zawdzięcza rosnącą popularność i sławę, a w konsekwencji również zarobek.
Stopniowo zdobywał sławę utalentowanego poety oraz majątek: dom na Kwirynale z własną służbą i sekretarzem, podmiejską posiadłość w Nomentum pod Rzymem. Korzystał z ulg podatkowych: wspominał o przyznanym mu być może przez Tytusa i Wespazjana tzw. prawie trojga dzieci. Otrzymuje tytuł trybuna wojskowego. Następnie przez cesarza Domicjana zostaje zaliczony do stanu ekwitów.
Jego twórczość, oprócz talentu, dowodzi ogromnej kultury literackiej. Walory językowe i metryczne tej poezji, aluzje literackie wskazują na gruntowną znajomość literatury, tradycji i rzemiosła poetyckiego zdobytą poprzez lektury i kontakt ze środowiskiem literackim swoich czasów. Marcjalis zdążył jeszcze poznać Senekę Młodszego i jego bratanka Lukana, autora Farsalii, był klientem Syliusza Italika, współzawodniczył ze Stacjuszem, przyjaźnił się z młodym Juwenalisem i utalentowaną poetką Sulpicją. Literaturoznawcy dopatrują się w jego epigramach śladów dyskusji prowadzonych ze sławnych retorem Kwintylianem. Swą zażyłość z Marcjalisem wspomina też z sentymentem w liście do Korneliusza Pryskusa Pliniusz Młodszy.
Jego protektorami i patronami byli, oprócz Seneki Młodszego i Syliusza Italika, poeta-elegik Arruncjusz Stella, u którego Marcjalis mieszkał jakiś czas w domu na Suburze, a także Stertyniusz Awitus, poeta, konsul z 92 roku. Szczególnie bliskie i swobodne stosunki, mimo zależności, łączyły poetę z bogatym prawnikiem Akwiliuszem Regulusem. Marcjalis pochwałami obdarzał ponadto Appiusza Norbana, byłego konsula i zarządcę prowincji Bitynii, człowieka niezależnego od cesarza Domicjana i Licyniusza Surę, cieszącego się później wielkim zaufaniem Trajana. Zabiegając o względy na dworze cesarskim chwalił również współpracowników Domicjana: Parteniusza, Kryspina, Earyna. Domicjan obdarzył wprawdzie poetę honorowym tytułem ekwity, nigdy jednak nie przyjął go na Palatynie i nigdy nie udzielił mu większej pomocy.
Wydawał kolejne zbiory swoich wierszy cieszących się dużym powodzeniem u czytelników. Wiódł życie monotonne. Nie sprawował żadnych urzędów, nie robił interesów, nie założył rodziny, prawie nie opuszczał Rzymu. Raz tylko w 87 roku wybrał się do Galii Przedalpejskiej, ale szybko wrócił.

### Schyłek życia
Po śmierci Domicjana poeta opuścił Rzym. Wydał jeszcze dwie księgi epigramatów: jedenastą i powtórnie dziesiątą, po czym zaopatrzony na drogę przez Pliniusza w 98 roku wyruszył do rodzinnego Bilbilis. Na miejscu znalazł wielbicielkę swego talentu, bogatą wdowę Marcellę. Ofiarowała ona Marcjalisowi wiejską posiadłość. W wierszu do Juwenalisa zapewnia, że niczego już nie chce i z satysfakcją opisuje swoje lenistwo.
Po trzech latach, pod koniec 101 roku, oczekując przybycia swego dobrego znajomego z Rzymu, Terencjusza Pryskusa, zabrał swoje dawniejsze utwory i dołączywszy kilka epigramów napisanych w Hiszpanii, wydał ostatnią, dwunastą księgę epigramatów. W liście dedykacyjnym do Pryskusa wyjaśnił przyczyny długiego milczenia: Pierwsza i najważniejsza – to brak wielkomiejskich słuchaczy, do których przywykłem: mam wrażenie, że występuję przed obcym sądem; bo jeśli moje książki mają jakieś zalety, zawdzięczam to tylko słuchaczom. Subtelny smak, pomysły tkwiące w samym przedmiocie, biblioteki, teatry, przyjemność obcowania z ludźmi niepostrzeżenie kształcąca nasz umysł – słowem wszystko, z czego zrezygnowałem w chwili słabości, teraz wspominam jako skarb utracony. Dodaj do tego złe języki moich rodaków, zawiść mającą zastąpić znajomość rzeczy i jednego lub dwóch złośliwców – jak na małą mieścinę to dużo – a przyznasz, że w tych warunkach trudno być zawsze w dobrym humorze. Nie dziw się więc, że zniechęcony porzuciłem tak ulubione niegdyś zajęcie.
Dokładna data jego śmierci nie jest znana. Umarł pomiędzy 102 a 104 r. n.e. List Pliniusza Młodszego datowany na 104 rok zawiera wzmiankę o "niedawnej" śmierci Marcjalisa.

## Twórczość

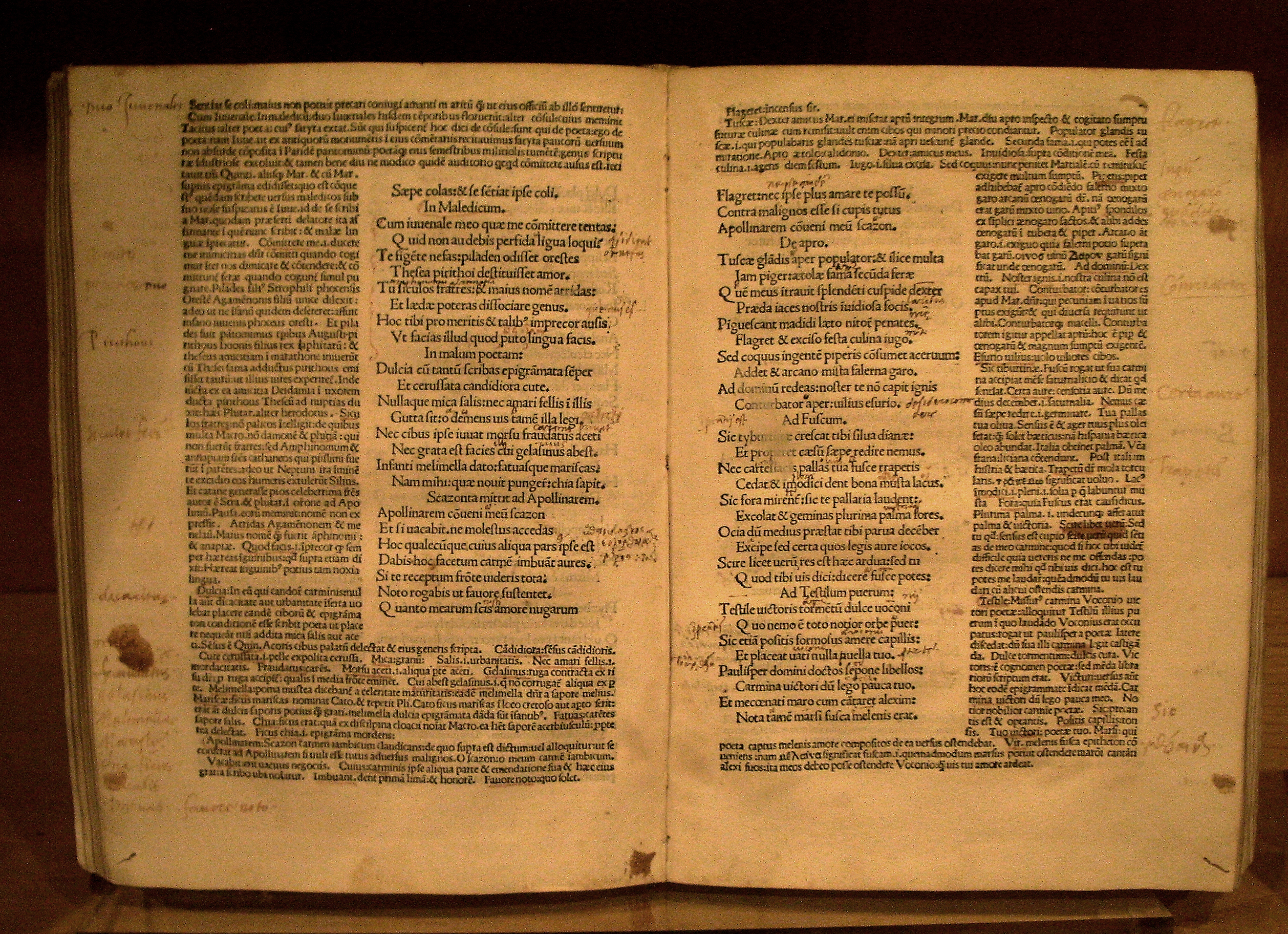
Epigramaty Marcjalisa. Mediolan 1490

Opierając się na tradycji rękopiśmienniczej, autobiograficznych wzmiankach samego poety i przekazach zewnętrznych badacze przyjmują, że Marcjalis nie pisał niczego poza epigramami. Pisał językiem jędrnym i prostym, dalekim od pompatyczności jemu współczesnych. W swej twórczości nikogo imiennie nie zaatakował, stąd nie miał Marcjalis zadeklarowanych wrogów. Jak sam przyznał, słowem odtwarza ludzi żywych, rzeczywistego człowieka. W epigramach na długie czasy został mistrzem i niedoścignionym wzorem. Aż do VI wieku poeta należał do najbardziej znanych autorów, także w chrześcijańskim świecie. Gdy miejscami sięga do zapożyczeń, swym humorem i formą po mistrzowsku przewyższa oryginał. Każdy jego epigram, to niemal misterny dramat, czy komedia w trzech aktach, co do formy – prawdziwy klejnocik.
Poeta wspomina młodzieńcze apinae, których się wstydzi, i które się nie zachowały. Sądząc po synonimie tego słowa: nugae (drobiazgi, błahostki, fraszki) były to również epigramy. Rękopisy pochodzące z wieków od IX do XV przynoszą piętnaście zbiorów epigramów Marcjalisa, tzw. ksiąg, wydanych w latach 80–102. Składają się na nie: Księga widowisk, Xenia i Apophoreta i 12 ksiąg epigramów pisanych głównie dystychem elegijnym, jedenastozgłoskowcem falecejskim, cholijambem i heksametrem daktylicznym.

### Księga widowisk
- Księga widowisk (Liber spectaculorum) zawiera 33 utwory z 80 roku n.e. W większości odnoszą się one do igrzysk urządzonych przez Tytusa z okazji otwarcia Amphitheatrum Flavium (zwanego obecnie Koloseum). Przynajmniej kilka z nich dotyczy jednak igrzysk wydanych przez Domicjana w 85 lub 86 roku. Wszystkie utwory mają podobny charakter: opisują widowisko, wyrażają podziw autora i jej uzasadnienie, a kończą się pochwałą cesarza. Wiersze opisują walki kobiet ze zwierzętami, nosorożca srożącego się na arenie, lwa rozdzieranego przez tygrysa, słonia korzącego się przed cesarzem i gazelę szukającą u niego schronienia, naumachie na wypełnionej wodą arenie, inscenizacje mitologicznych opowieści. Z literackiego punktu widzenia są to najsłabsze wiersze poety[13].

### XeniaiApophoreta
- Xenia i Apophoreta obejmują wyłącznie dwuwierszowe epigramy (jest ich łącznie 350). Ukazały się w grudniu 84 lub 85 roku n.e. Stanowią zbiór rzeczywistych napisów – biletów – dołączanych do podarków przesyłanych przyjaciołom na Saturnalia (xenia), albo dołączanych do przedmiotów rozlosowywanych podczas uczt pomiędzy biesiadników (apophoreta)[13]. Pierwsze dotyczą głównie smakołyków, drugie – drobnych dzieł sztuki i przedmiotów codziennego użytku. Autor w kilku słowach charakteryzuje podarek, objaśnia jego pochodzenie, zastosowanie, podnosi jego zalety, czasem dorzuca dowcip lub mitologiczną aluzję. Przemawia na ogół ofiarodawca lub sam przedmiot: książka, tabliczka do pisania, świecznik, posążek, szpilka[14].

### Dwanaście ksiągEpigramatów
- Dwanaście ksiąg Epigramatów publikuje poeta w latach 85–102 n.e. Zbiór ten stanowi największą zachowaną kolekcję epigramatów starożytnych. Marcjalis wzorował się na epigramacie greckim oraz na swoich rzymskich poprzednikach, np. na Katullusie. Tematyka zabarwionych jadowitym humorem utworów to przede wszystkim życie codzienne stolicy imperium, a zwłaszcza jego patologie. Są wśród nich także wiersze okolicznościowe, tzw. epigramy literackie, wiersze erotyczne oraz opisy co piękniejszych dzieł sztuki. Przykładowe epigramy w przekładzie Jana Czubka[15]:

Jesz na szkle, a na złotym nocniku zasiadasz:
Wstydź się, Bassie, załatwiasz się drożej, niż jadasz
Majętną żonę, łukiem bawiąc się, wyprawił
Na tamten świat. Zaiste, niegłupio się bawił
Krzywisz się na te fraszki, kpisz z tego, co robię,
Bo ty wszystkim zazdrościsz, a jakoś nikt – tobie

## Wydania dzieła
- Marcjalis: Epigramy, przełożył Stanisław Kołodziejczyk, „Czytelnik” , 1971 – wybór epigramów.
- M. Waleryusa Marcyalisa epigramów ksiąg XII, przekład Jan Czubek, Akademia Umiejętności, Kraków, 1908 – pierwsze pełne wydanie w języku polskim (oparte na niemieckim wydaniu L. Friedländera, Lipsk, 1886, 2 tomy).
- Widowisków rzymskich książka przez Michała Antonowicza, proboszcza Osieckiego przełożona, Warszawa, 1759.
- Spectaculorum liber. Księga widoków rzymskich Domicyana cesarza. Przekładania J.E.M., drukarnia Mitzlerowska, Warszawa, 1759 – tekst polsko-łaciński.
- Księga widoków rzymskich Domicyana cesarza, tudzież Epigrammata wybrane z ksiąg jego XII, przekład J. E. Minasowicza, Warszawa 1759.
- Xenia i Apophoreta, Kraków, 1518 – pierwsze wydanie w Polsce.